# Нусантара (общество)
Общество «Нусантара» — научное общество, объединяющее учёных, преподавателей, аспирантов и студентов московских и санкт-петербургских академических и учебных институтов, занимающихся проблемами Нусантары — широкого региона, населенного народами, говорящими на австронезийских языках (Индонезия, Малайзия, Бруней, Филиппины, Мадагаскар, Океания, в известной степени Сингапур, Таиланд, Вьетнам и Тайвань). Создано 10 января 1990 года в Москве и официально зарегистрировано 7 июля 1992 года. Инициатором создания общества и его президентом со времени основания до 2004 г. являлся доктор филологических наук Б. Б. Парникель (1934—2004).
В 2000 г. общество было перерегистрировано. Учредителями обновленного общества выступили: Алиева Н.Ф., Демидюк Л.Н., Дорофеева Т.В., Парникель Б.Б., Погадаев В.А., Сикорский В.В.
Большой вклад в деятельность общества внесли профессор С-Петербургского государственного университета доктор филологических наук А.К. Оглоблин (1939-2020), руководивший деятельностью общества в Петербурге, и кандидат филологических наук Т. В. Дорофеева (1948—2012), которая, будучи ученым секретарем, вела организационную работу и редактировала многие сборники, издаваемые обществом. До 2000-х гг. Общество «Нусантара» являлось ядром этнографической комиссии Московского центра Русского географического общества

## Цели общества
Основными целями общества являются проведение исследований по самым различным проблемам Нусантары, установление контактов с зарубежными научными центрами и университетами, осуществление обмена книгами, периодическими изданиями и другими материалами, реализация совместных научных проектов, организация конференций и семинаров.

## Деятельность общества
В рамках общества действует междисциплинарный семинар (Малайско-индонезийские чтения), проводимый на регулярной основе (как правило, раз в месяц) в ИСАА при МГУ, где в июне 1998 г. создан Центр исследований Нусантары, и Московском центре Русского географического общества (РГО РАН). На нем заслушиваются и обсуждаются доклады и сообщения членов общества и гостей, организуются дискуссии. Этот семинар был создан в 1967 году при кафедре истории стран Дальнего Востока и Юго-Восточной Азии Института восточных языков при МГУ им. М. В. Ломоносова по инициативе академика А. А. Губера. Сложившийся вокруг семинара коллектив ученых и единомышленников и стал основой общества «Нусантара».
В связи с пандемией семинар стал проводиться в дистанционном формате, что значительно расширило число участников, в том числе и из-за рубежа.

## Контакты с партнерами
Со времени регистрации общества им проведена большая работа. Установлены научные контакты с рядом европейских, американских и австралийских университетов, с Королевским институтом языкознания и антропологии (Лейден, Голландия), Университетом Малайя (Куала-Лумпур), Национальным университетом Малайзии (г. Банги), Национальной федерацией союзов писателей Малайзии (ГАПЕНА), Сингапурским университетом, Советом по языку и литературе Малайзии. С последним в 1995 году подписан Меморандум о взаимопонимании, определяющий сферы взаимного сотрудничества (обмен учеными, подготовка и издание совместных работ и т. п.).

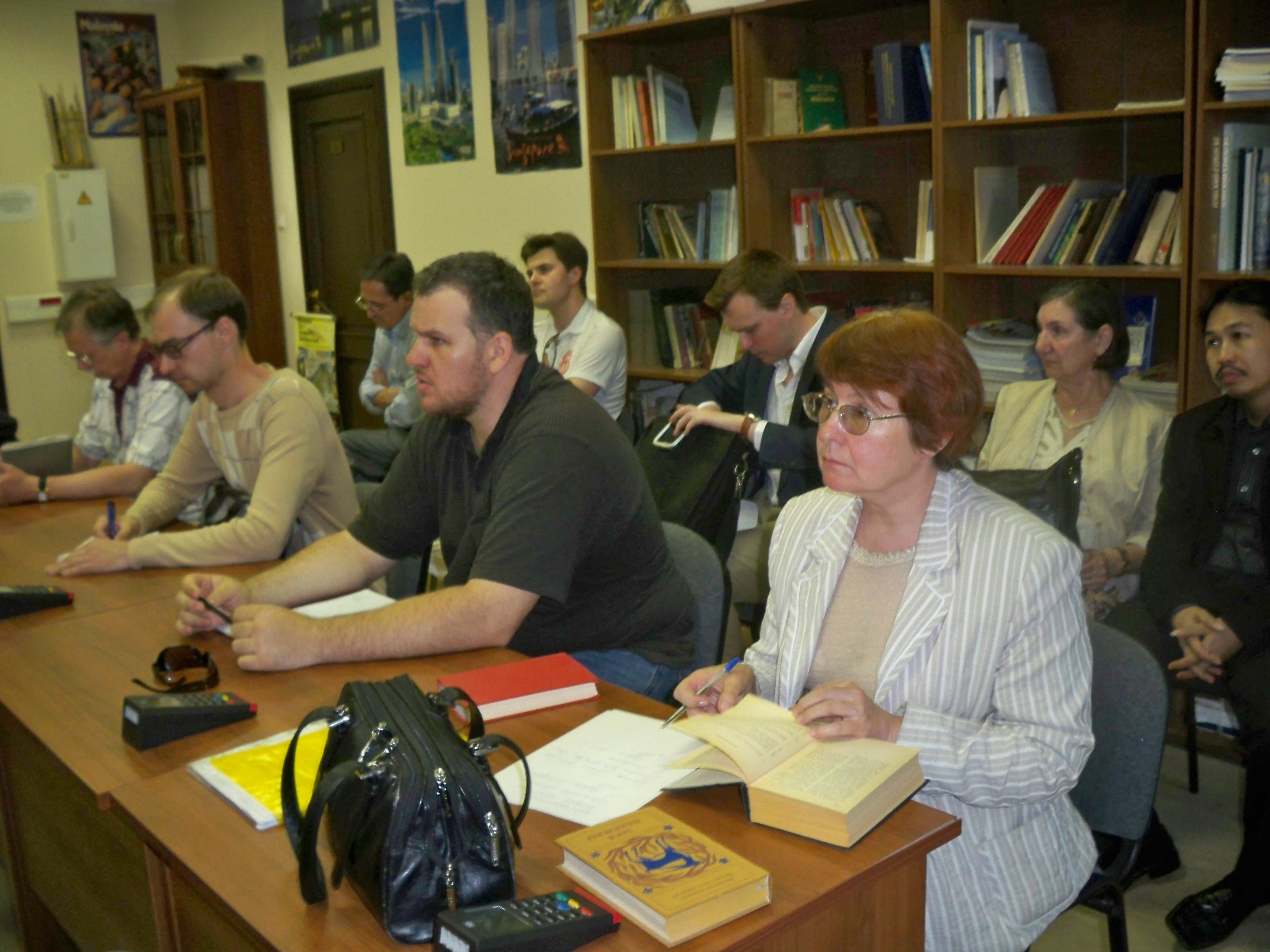
Заседание Общества «Нусантара» 6 июня 2011 г.

Осуществляется тесное сотрудничество с восточным факультетом Санкт-Петербургского государственного университета, Институтом востоковедения РАН, ВГБИЛ и Российской государственной библиотекой, Обществом индонезийской культуры (Lembaga Kebudayaan Indonesia) при посольстве Индонезии в Москве.
С 1994 года общество «Нусантара» является коллективным членом Европейской ассоциации исследований Юго-Восточной Азии (EUROSEAS).
Почётным членом Общества является малайзийский поэт Национальный писатель Малайзии Кемала (c 22 ноября 2017 г.).

## Конференции и семинары
Внушителен список научных конференций и семинаров, организатором которых явилось общество, — «Культура Нусантары: единство в многообразии» (22-23 декабря 1992 г.), «Сокровища малайской литературы в фондах библиотек Москвы и Санкт-Петербурга» (16 ноября 1993 г.), «700 лет империи Маджапахит»(30 ноября 1993 г.), «Филиппины как неотъемлемая часть малайского мира» (9-10 декабря 1993 г.), «Тенденции в развитии сингапурской культуры» (9 июня 1994 г.), «Города-гиганты Нусантары» (23-25 ноября 1994 г.), «50 лет преподавания и изучения малайского языка и малайской литературы в России» (24 октября 1995 г.), «Национальное строительство и культурный/ литературный процесс в Юго-Восточной Азии» (24-28 июня 1996 г.), «К 150-летию со дня рождения Н. Н. Миклухо-Маклая» (17 декабря 1996 г.), посвященная 30-летию установления дипотношений между Россией и Малайзией (16 апреля 1997 г.), посвященная 30-летию Малайско-индонезийских чтений (24 ноября 1997 г.). Во многих из них участвовали представители исследовательских центров стран Нусантары.

## Другая активность общества
Общество осуществляет активность и в других сферах. В частности на базе ВГБИЛ состоялось несколько просмотров видеофильмов по странам Нусантары, на радио «Эхо Москвы» проведена радиовикторина «Знаете ли вы Индонезию» (июль 1995 г., в сотрудничестве с Обществом индонезийской культуры), дважды организованы книжные выставки по литературе Малайзии и Индонезии (в 1993 г. в ВГБИЛ, в 1995 г. в Российской государственной библиотеке — РГБ). Важным направлением деятельности считается и оказание содействия членам общества для проведения научных исследований в странах Нусантары.
Многие члены «Нусантары» неоднократно выступали с докладами на международных конференциях в Малайзии, Индонезии, КНР и странах Европы.

## Издания общества
Общество «Нусантара» функционирует и как издательский центр. Оно продолжает выпуск сборников серии «Малайско-индонезийские исследования» (осн. в 1977 году), составленных на основе прочитанных на малайско-индонезийских семинарах и конференциях докладов. Кроме того, изданы четыре сборника по культуре Нусантары (совместно с Санкт-Петербургским университетом). В оформлении ряда книг принимала участие известный художник-мультипликатор Полетика, Тамара Владимировна (1922—2011).

## Библиотека общества
При обществе имеется уникальная библиотека, комплектование которой осуществляется за счет новейшей литературы, получаемой в дар от российских и зарубежных организаций, с которыми сотрудничает «Нусантара». С июня 1998 г. она находится в Центре исследований Нусантары ИСАА при МГУ.

## Международный авторитет общества
Авторитет общества признан на международном уровне. Об этом свидетельствует не только состоявшийся в 1996 году по его инициативе семинар (Национальное строительство и культурный/литературный процесс в ЮВА), в котором приняли участие 48 зарубежных представителей, но и тот факт, что оно совместно с ИСАА при МГУ им. М. В. Ломоносова провело в 1999 году в Москве XI Европейский коллоквиум по индонезийским и малайским исследованиям.

## Правление общества
Председатель: Сикорский, Вилен Владимирович, профессор (МИД РФ)
Вице-президенты:
- Погадаев, Виктор Александрович, кандидат исторических наук (Дипломатическая академия МИД России, МГИМО)
- Кукушкина, Евгения Сергеевна, кандидат филологических наук, доцент (ИСАА МГУ)

Учёный секретарь: 
- Бакланова, Екатерина Александровна, кандидат филологических наук (ИСАА МГУ)

Члены правления:
- Захаров, Антон Олегович, доктор исторических наук (ИВ РАН)
- Ульянов, Марк Юрьевич, кандидат исторических наук доцент (ИСАА МГУ)
- Станюкович, Мария Владимировна, кандидат исторических наук (МАЭ РАН)